# Rue Roger-Schiaffini
La rue Roger-Schiaffini est une voie marseillaise située dans le 3e arrondissement de Marseille.

## Situation et accès
Cette voie en ligne droite se trouve dans le quartier de la Belle de Mai. Elle démarre à l’intersection avec la rue Belle-de-Mai et la rue Clovis-Hugues, longe de nombreuses habitations du quartier et se termine rue Bonnardel.

## Origine du nom
La rue honore Roger Schiaffini (1924-1944), employé aux raffineries de Saint-Louis Sucre et résistant lors de la libération de Marseille assassiné le 13 septembre 1944 par l’ennemi lors d’une mission de reconnaissance à l'Isle-sur-le-Doubs.

## Historique
La rue est classée dans la voirie de Marseille le 12 février 1923.
La rue prend son nom actuel par délibération du conseil municipal en date du 27 juillet 1946,
Elle se nommait auparavant « rue Saint-Augustin » car chaque 28 août était organisée dans le quartier de la Belle de Mai la fête de ce saint.